# كأس تركيا 2010–11
كأس تركيا 2010–11 (بالتركية: 2010-11 Türkiye Kupası)‏ هو الموسم 49 من كأس تركيا. أشرف على تنظيمه اتحاد تركيا لكرة القدم، وكان عدد الأندية المشاركة فيه 72، وفاز فيه نادي بشكتاش.